# 2015 PD312
2015 PD312, também escrito como 2015 PD312, é um corpo menor que está localizado no disco disperso, uma região do Sistema Solar. Ele possui uma magnitude absoluta de 8,1 e tem um diâmetro estimado com cerca de 106 km.

## Descoberta
2015 PD312 foi descoberto no dia 15 de agosto de 2015 pelo The Dark Energy Survey.

## Órbita
A órbita de 2015 PD312 tem uma excentricidade de 0,362 e possui um semieixo maior de 54,538 UA. O seu periélio leva o mesmo a uma distância de 34,771 UA em relação ao Sol e seu afélio a 74,305 UA.